# Katafygio (ort i Grekland)
Katafygio (Amórani, Katafygion, Katafiyion, Katafigio) är en ort i Grekland.   Den ligger i prefekturen Nomós Aitolías kai Akarnanías och regionen Västra Grekland, i den centrala delen av landet, 170 km väster om huvudstaden Aten. Katafygio ligger 636 meter över havet och antalet invånare är 256.
Terrängen runt Katafygio är kuperad åt sydost, men åt nordväst är den bergig. Runt Katafygio är det ganska glesbefolkat, med 24 invånare per kvadratkilometer. Närmaste större samhälle är Náfpaktos, 15,8 km sydväst om Katafygio. I omgivningarna runt Katafygio växer i huvudsak blandskog.